# Doriane Vidal
Doriane Vidal (n. 16 aprilie 1976, Limoges, Franța) este o sportivă ce a reprezentat Franța, medaliată olimpică. A participat la 2 ediții ale Jocurilor Olimpice (2002, 2006) în care a câștigat o medalie de argint.